# Les Quatre Évangélistes (bande dessinée)
 (janvier 2018).
Pour les articles homonymes, voir Les Quatre Évangélistes.
Les Quatre Évangélistes est une bande dessinée réalisée par Raoul Cauvin (scénario), Willy Lambil (dessinateur) et Vittorio Léonardo (couleurs), n° 59 dans la série Les Tuniques bleues, parue le 30 octobre 2015 chez Dupuis.

## Résumé
Depuis une colline contrôlée par l'Armée des États confédérés, des tirs d'artillerie causent de lourds dégâts dans l'Armée de l'Union. Ces pièces d'artillerie sont commandées par William Nelson Pendleton, capitaine dans l'Armée des États confédérés et ancien pasteur épiscopalien. Le général Alexander, le capitaine Stephen Stilman et d'autres officiers veulent envoyer des hommes saboter la batterie ; or, Pendleton ne laissera pas les inconnus s'en approcher. Pour déjouer la méfiance de Pendleton, il faut des soldats se faisant passer pour des pasteurs. Par conséquent, les officiers envoient le sergent Chesterfield, vêtu d'une soutane, et le caporal Blutch, dans un rôle de handicapé mental, avec pour mission de détruire les canons de Pendleton. 

## Personnages
Par ordre d'apparition :
- le général Alexander ;
- Stephen Stilman ;
- capitaine Stark ;
- caporal Blutch ;
- sergent Cornelius Chesterfield ;
- William Nelson Pendleton (capitaine dans l'album) : professeur, pasteur épiscopalien et militaire dans l'Armée des États confédérés ;
- Cancrelat (Les Tuniques bleues) ;
- Arabesque (cheval).

## William Nelson Pendleton
La narration s'appuie sur un fait réel de la guerre de Sécession : William Nelson Pendleton, général de brigade dans l'Armée des États confédérés. Il donne à quatre de ses pièces d'artillerie les noms des quatre Évangélistes : Mathieu, Marc, Luc et Jean.